# Gendreville
Gendreville – miejscowość i gmina we Francji, w regionie Grand Est, w departamencie Wogezy.
Według danych na rok 1990 gminę zamieszkiwało 127 osób, a gęstość zaludnienia wynosiła 16 osób/km² (wśród 2335 gmin Lotaryngii Gendreville plasuje się na 918. miejscu pod względem liczby ludności, natomiast pod względem powierzchni na miejscu 750.).